# Gare de Genthod - Bellevue
Pour les articles homonymes, voir Gare de Bellevue (homonymie).
La gare de Genthod - Bellevue est une gare ferroviaire suisse, située à Genthod, à proximité de Bellevue dans le canton de Genève.

## Situation ferroviaire
Établie à 385 mètres d'altitude, la gare de Genthod - Bellevue est située au point kilométrique (PK) 54,77 de la ligne Lausanne – Genève entre les gares des Tuileries et du Creux-de-Genthod.

## Histoire
La gare est mise en service le 18 juin 1858, en même temps que le tronçon Genève – Versoix de la ligne Lausanne – Genève, mais n'a été réellement achevée qu'en 1861.

## Service des voyageurs

### Accueil
Située dans la campagne genevoise, la gare se situe principalement sur la commune de Genthod (excepté pour la partie ouest du quai, à Bellevue), mais à proximité du village de Bellevue.
La gare est composée d'un quai latéral de 200 mètres de long environ, sur la voie la plus à l'est. On y accède par la rue de la Printanière.

### Desserte
La gare est desservie par les trains Léman Express qui relient la gare de Coppet aux gares d'Évian-les-Bains (L1), d'Annecy (L2), de Saint-Gervais-les-Bains-Le Fayet (L3) et d'Annemasse (L4).

### Intermodalité
La gare est desservie par les Transports publics genevois grâce à la ligne 52 qui a son arrêt au nord de la gare, route de Collex.